# Sikandra Dhar
Sikandra Dhar és una serralada muntanyosa a Himachal Pradesh que s'origina al districte de Solan i es desenvolupa en direcció nord-oest pel districte de Mandi, durant uns 80 km. La serra és creuada pel riu Beas. El seu nom deriva de Sikandar Khan Suri que es diu que va establir un campament militar en un dels cims quan intentava conquerir Kangra.